# Figuren aus Fringe – Grenzfälle des FBI
Dies ist eine Auflistung und Beschreibung der Figuren der US-amerikanischen Fernsehserie Fringe – Grenzfälle des FBI. Unterteilt werden die Charaktere in Haupt- und Nebenfiguren.

## Hauptfiguren

### Olivia Dunham
reguläres Universum vor Zeitlinienveränderung
Im regulären Universum ist Olivia Dunham eine erfolgreiche, engagierte FBI-Agentin aus Boston, Massachusetts. Im Zuge der Ermittlungen um Flug 627 wird sie der neu gegründeten Fringe Division zugeteilt und ist fortan für die Untersuchung rätselhafter Fälle zuständig. Zur selben Zeit stellt sich jedoch heraus, dass ihr Kollege und heimlicher Geliebter, John, in die Verschwörung hinter den Fällen, das sogenannte „Schema“, verwickelt ist. Als Olivia versucht, ihn dingfest zu machen, wird John tödlich verwundet, was Olivia in der Folgezeit schwer belastet. Nur langsam öffnet sie sich gegenüber ihrem Kollegen Peter Bishop. Olivias Mutter Marilyn starb, als Olivia noch ein kleines Kind war, dafür hat sie eine Schwester namens Rachel und eine Nichte namens Ella, mit denen sie sich auch ihre Wohnung teilt. Olivia ist eine analytische, zugleich jedoch auch intuitiv schlussfolgernde Ermittlerin, die emotional sehr zurückhaltend ist. Im Laufe ihrer Ermittlungen zum „Schema“ erfährt sie, dass sie während ihrer Kindheit auf einer Militärbasis in Jacksonville, Florida an Experimenten teilnahm, die von Walter Bishop und Dr. William Bell durchgeführt wurden. Dabei wurde Olivia und anderen Kindern ein Medikament namens Cortexiphan verabreicht, das bei ihnen übermenschliche Fähigkeiten auslösen sollte. Bei der erwachsenen Olivia manifestieren sich diese unter anderem in einer Form der übersinnlichen Wahrnehmung und einer latenten Fähigkeit, zwischen ihrem Universum und dem Paralleluniversum zu wechseln. Seit Ende der zweiten Staffel ist Olivia im Paralleluniversum gefangen, wo sie auf Anordnung des Verteidigungsministers der USA, Walter Bishop, einer Gehirnwäsche unterzogen wird, um sie zu überzeugen, sie sei die Olivia seines Universums. Ihr Unterbewusstsein versucht jedoch, sie in Form von Visionen Peters zu überzeugen, dass sie aus dem anderen Universum stammt. Schließlich gelingt ihr mithilfe Colonel Phillip Broyles die Flucht auf ihre ursprüngliche Seite. Hier erfährt sie, dass Peter in der Zwischenzeit mit Fauxlivia eine Beziehung begonnen hat. Dieses stürzt die FBI-Agentin in eine emotionale Krise, aus der sie jedoch herauskommt. Am Ende der 3. Staffel finden sie und Peter endlich zueinander. Zwischenzeitlich hat Olivia für 48 Stunden Dr. William Bells Geist in sich; ihr eigenes Gehirn ist dabei inaktiv. Nachdem Bell jedoch wieder verschwindet, behält sie keine umfassenden Erinnerungen hieran.
reguläres Universum nach Zeitlinienveränderung
Sie holt Walter ohne die Unterstützung Peters aus der Nervenheilanstalt. Gleichzeitig ist Olivia immer noch ohne einen festen Freund. Nach dem Tod ihrer Mutter sorgte sich Nina Sharp um sie und Rachel.
Paralleluniversum vor Zeitlinienveränderung
Die Olivia Dunham des Paralleluniversums („Fauxlivia“, in der deutschen Synchronisation auch „Bolivia“) arbeitet ebenfalls für die Fringe Division ihres Universums, die allerdings dem US-Militär unterstellt ist. Somit ist diese Olivia mehr Soldatin als Ermittlerin und glaubt, vom anderen Universum gehe eine Bedrohung aus. Im Gegensatz zur Olivia des regulären Universums agiert sie deutlich emotionaler und ist gegenüber Freunden wie Feinden gerne mal vorlaut. In ihrem Universum hat sie eine Beziehung mit dem Virologen Frank Stanton. Ihre Mutter ist noch am Leben, während ihre Schwester Rachel im Kindbett starb (ebenso wie deren Tochter). Im Gegensatz zur Olivia des regulären Universums nahm diese Olivia als Kind nie an Experimenten teil. Seit Ende der zweiten Staffel ist sie auf Befehl ihres Vorgesetzten, Verteidigungsminister Walter Bishop, als Doppelagentin im regulären Universum tätig und nimmt dort heimlich den Platz ihres Gegenstücks ein. Um ihre Tarnung aufrechtzuerhalten, tötet sie einen Zivilisten. Sie hat die Befehlsgewalt über die Gestaltwandler, die im Auftrag des Verteidigungsministers ihres Universum das reguläre Universum infiltrieren. Trotz ihrer bestehenden Beziehung in ihrem Universum beginnt sie im regulären Universum eine Beziehung mit Peter, der ebenfalls aus ihrem Universum stammt, und wird schlussendlich sogar von ihm schwanger. Sie ist, wie ihre verstorbene Schwester Rachel, mit dem VPE-Virus (viral propagation eclampsia) infiziert; die entstehende Eklampsie tötet Mutter und Kind bei der Geburt. Da sie entführt und die Schwangerschaft bis zur Geburt beschleunigt wird, kann sich das Virus nicht vermehren und Mutter und Kind überleben. Sie kehrt nach der Geburt in den Dienst zurück. Dort bemerkt sie den Versuch von Walternativ, das andere Universum mithilfe der Maschine zu zerstören. Sie bricht daraufhin in das Verteidigungsministerium ein und versucht, die Maschine zu stoppen. Dies gelingt ihr nicht und sie wird unter Arrest gestellt.

### Walter Bishop
reguläres Universum vor Zeitlinienveränderung
Walter Bishop ist ein hochintelligenter Wissenschaftler mit einem Intelligenzquotienten von 196, der in den 80er Jahren gemeinsam mit seinem Kollegen Dr. William Bell im Auftrag der US-Regierung Experimente im Bereich der Grenzwissenschaften durchführte. Viele der Fälle, die in der Gegenwart von der Fringe Division untersucht werden, hängen zumindest indirekt mit Walters Forschungen zusammen. Walters Sohn Peter litt jedoch an einer genetischen Krankheit und starb im Alter von sieben Jahren. Etwa zur selben Zeit hatte Walter einen Zugang zu einem Paralleluniversum entdeckt und öffnete nach dem Tod seines Sohnes ein Portal dorthin. Dort wollte er den Peter des anderen Universums heilen, der an derselben Krankheit litt. Beim Übergang wurde jedoch das Serum zerstört, sodass Walter gezwungen war, Peter mit sich in sein Universum zu nehmen, um ihn dort zu heilen. Die Zeit drängte. Beim Rücksprung ins reguläre Universum wurde jedoch das Portal zerstört, sodass Peter bleiben musste. Walters Frau Elizabeth, die über den Tod ihres Sohnes und über die Tatsache, dass der lebendige Peter nicht ihr eigener Sohn war, informiert war, beging später Selbstmord. Walter erkannte bald, dass infolge seiner Öffnung des Zugangs zum Paralleluniversum ein Konflikt mit selbigem drohte, schließlich hatte er seinem Zwilling auf der anderen Seite („Walternativ“) den Sohn genommen. Bell entfernte deshalb auf Walters Bitte hin Teile von dessen Gehirn, sodass Walter sich nicht mehr erinnern konnte, wie er den Zugang zum Paralleluniversum geöffnet hatte. Nachdem Walters Laborassistentin Karla Warren bei einem Unfall ums Leben gekommen war, wurde Walter in eine Nervenheilanstalt eingewiesen, in der er die nächsten siebzehn Jahre verbrachte. Erst infolge der Gründung der Fringe Division wurde Walter unter Vorbehalt aus der Anstalt entlassen und steht der Fringe Division seither als wissenschaftlicher Berater zur Seite, steht allerdings rechtlich unter der Vormundschaft Peters. Aufgrund der von Bell durchgeführten Gehirnoperation ist Walter zwar immer noch ein genialer Wissenschaftler, jedoch ähnelt sein Sozialverhalten einer Form von Autismus, und häufig ist er ohne fremde Hilfe im alltäglichen Leben geradezu hilflos. Er hat fast jedes Schamgefühl verloren und beherbergt eine Kuh namens Gene in seinem Labor. Lange Zeit sträubt sich Walter, Peter die Wahrheit über dessen Herkunft zu verraten. Als Peter schließlich davon erfährt, kommt es zum vorübergehenden Bruch zwischen den beiden. Nach dem Tod Bells erhält Walter von diesem per testamentarischer Verfügung die Leitung von Massive Dynamic. Im Jahr 2036 muss er sich opfern, um die Welt von den Beobachtern zu befreien.
Paralleluniversum vor Zeitlinienveränderung
Der Walter Bishop des Paralleluniversums (von Walter auch „Walternativ“, im englischen Original „Walternate“ genannt) war ursprünglich genau wie sein Gegenstück aus dem regulären Universum ein genialer Wissenschaftler, der im Auftrag der US-Regierung tätig war. Auch sein Sohn Peter litt an einer genetischen Krankheit, allerdings gelang es ihm, ein Heilmittel zu entwickeln. Da er jedoch im entscheidenden Moment durch die Anwesenheit eines Beobachters abgelenkt war, bemerkte er davon nichts. Der Walter des regulären Universums, der sein Gegenstück nach dem Tod seines eigenen Sohnes beobachtete, öffnete daraufhin ein Portal ins andere Universum, war jedoch durch eine Verquickung unglücklicher Umstände gezwungen, ihn mit sich in sein eigenes Universum zu holen, um ihn dort zu heilen. Vom Verlust seines Sohnes schwer getroffen, ersann „Walternativ“ einen Plan, um Rache zu nehmen. So erschuf er unter anderem die Gestaltwandler, die als seine Agenten das reguläre Universum infiltrieren und dort seine Befehle ausführen. In der Gegenwart ist „Walternativ“ zum Verteidigungsminister der USA aufgestiegen und somit der Oberbefehlshaber der Fringe Division, einer Spezialeinheit, die im Vergleich zur Fringe Division im regulären Universum (die der Homeland Security unterstellt ist) über viel mehr Macht und Möglichkeiten verfügt. Kurzzeitig gelingt es ihm, seinen Sohn wieder in sein eigenes Universum zurückzuholen. Als dieser jedoch erkennt, dass sein Vater beabsichtigt, ihn an eine Maschine anzuschließen, mit der dieser das andere Universum auslöschen könnte, kehrt Peter ins reguläre Universum zurück. „Walternativ“ gelingt es jedoch, die Olivia des regulären Universums gefangen zu nehmen und einer Gehirnwäsche zu unterziehen, um sie zu überzeugen, sie sei die Olivia seines eigenen Universums. Derweil nimmt die Olivia seines Universums in seinem Auftrag den Platz ihres Gegenstücks in deren Universum ein. Im Gegensatz zum Walter des regulären Universums ist „Walternativ“ nicht nur ein genialer Wissenschaftler, sondern auch ein autoritär auftretender, skrupellos kalkulierender Taktiker. Sein oberstes Ziel ist der Erhalt und die Rettung seines Universums. Dafür ist er bereit, jeden aus seinem Umfeld zu opfern. Er schafft es gegen Ende der 3. Staffel, die Weltenmaschine in seinem Universum mithilfe der Gene des Babys von Peter und der Olivia des Spiegeluniversums zu aktivieren. Er ist bewusst bereit, das gesamte andere Universum zu vernichten und alle dortigen Menschen zu töten.
reguläres Universum nach Zeitlinienveränderung
Walter ist durch seine Klassifizierung beim FBI nicht mehr imstande, bei Vorfällen im Außeneinsatz mitzuwirken, also wird Olivia Dunham nun von Astrid Farnsworth unterstützt, die vor der Zeitlinienveränderung noch als Walters Laborassistentin tätig war. Walter hat des Öfteren Halluzinationen eines Mannes, der auch Olivia in ihren Träumen heimsucht. Nach einer Reihe von Selbstmordversuchen offenbart Olivia Walter ihre Visionen und präsentiert ihm ein selbstgemaltes Bild des Mannes, welcher sich als Peter herausstellt. Da die Veränderung der Zeitlinie darin bestand, dass Peter nicht von September aus dem Reiden Lake gerettet wird, hat er nie über das Kindesalter hinaus existiert. Es gelingt Peter zwar, sich in die aktuelle Zeitlinie zurück zu integrieren, doch es dauert noch eine Weile, bis Olivia, und vor allem Walter sich an Peter erinnern.

### Peter Bishop
reguläres Universum vor Zeitlinienveränderung
als Kind verstorben. Daraufhin holte sein Vater den Peter des Paralleluniversums auf seine Seite.
reguläres Universum nach Zeitlinienveränderung
als Kind verstorben.
Paralleluniversum vor Zeitlinienveränderung
Peter Bishop stammt ursprünglich aus dem Paralleluniversum, wusste davon jedoch einen Großteil seines Lebens über nichts. Genau wie sein Gegenstück aus dem regulären Universum litt auch dieser Peter als Kind an einer genetischen Krankheit. Nachdem der Peter des regulären Universums gestorben war, reiste dessen Vater, Walter, durch ein selbst erschaffenes Portal ins Paralleluniversum, um wenigstens den Peter dort zu retten. Leider kam es zu einem Zwischenfall und Walter war gezwungen, Peter mit in sein Universum zu nehmen, da nur noch dort eine Heilung möglich war und die Zeit drängte. Ursprünglich hatte Walter vor, Peter nach dessen Heilung wieder zurückzubringen. Dazu kam es aber nicht, da die Transporteinheit bei Walters und Peters Rückkehr ins reguläre Universum zerstört wurde. Also gab Walter Peter als seinen eigenen Sohn aus. Aufgrund seiner Arbeit sowie seiner Schuldgefühle hatte Walter jedoch wenig Zeit für seinen „Sohn“, sodass sich dieser zunehmend von ihm entfremdete. Als Erwachsener führte Peter, der über einen Intelligenzquotienten von 190 verfügt, lange Zeit ein unstetes Leben, wechselte häufig seinen Aufenthaltsort und seinen Beruf und war auch in kriminelle Machenschaften verwickelt. Mit seinem „Vater“, der siebzehn Jahre in einer Nervenheilanstalt verbrachte, hatte er während dieser Zeit überhaupt keinen Kontakt. Erst als Walter im Zuge der Gründung der Fringe Division als wissenschaftlicher Berater rekrutiert wird, spürt das FBI Peter selbst auf und bringt ihn dazu, die Vormundschaft für Walter zu übernehmen. Seither ist Peter ebenfalls als Berater für die Fringe Division tätig. Im Gegensatz zu Walter ist Peter ein Pragmatiker und Skeptiker und kommentiert die Ideen und Gedankensprünge seines „Vaters“ häufig sarkastisch. Mit Olivia verbindet ihn erst nur eine freundschaftliche Beziehung, aus der sich jedoch mehr entwickelt. Im Laufe der Zeit nähern sich Peter und Walter einander an, jedoch erleidet die Beziehung der beiden einen herben Rückschlag, als Peter erfährt, dass er aus dem Paralleluniversum stammt und Walter nicht sein wirklicher Vater ist. Peters eigentlicher Vater, der Walter des Paralleluniversums („Walternativ“), holt ihn kurz darauf zurück nach Hause, jedoch muss Peter erkennen, dass sein Vater beabsichtigt, ihn an eine Maschine anzuschließen, mit der er das reguläre Universum auslöschen will. Daraufhin kehrt Peter ins reguläre Universum zurück und beginnt dort eine Beziehung mit Olivia, ohne zu ahnen, dass diese heimlich von ihrem Gegenstück aus dem Paralleluniversum ersetzt wurde.
Paralleluniversum nach Zeitlinienveränderung
Der erwachsene Peter wurde von den Beobachtern aus den Erinnerungen und Handlungen entfernt, sodass er Kindesalter an den Folgen seiner Krankheit starb. Es brechen jedoch immer wieder Spuren vom erwachsenen Peter durch, die zunächst nur Olivia und Walter erkennen, aber nicht verstehen.

### Phillip Broyles
reguläres Universum vor Zeitlinienveränderung
Der Homeland Security-Agent leitet die Ermittlungen der US-Regierung, die das „Schema“ betreffen. Er liebt es, sich auf dem Parkett der politisch Mächtigen zu bewegen, doch seine wahre Herausforderung findet er darin herauszufinden, was hinter den unerklärlichen Ereignissen steckt, welche in letzter Zeit vielerorts auf der Welt auftraten. Er stellt zu diesem Zweck ein Team bestehend aus Agent Olivia und dem Vater-Sohn-Gespann Walter und Peter zusammen. Doch dabei macht er sich die Mächtigen zum Feind, welche verhindern möchten, dass ans Tageslicht kommt, was hinter dem „Schema“ steht. Er ist eine sehr ernste und oftmals auch griesgrämige Erscheinung, jedoch setzt er sich des Öfteren für sein Team ein. Broyles lebt geschieden und hat nur noch Kontakt zu seinen Kindern. Sanford Harris, Mitchel Loeb und Senator VanHorn waren alle mit Broyles befreundet, jedoch musste dieser bald feststellen, dass man auch seinen besten Freunden nicht immer trauen darf.
Paralleluniversum vor Zeitlinienveränderung
Auch hier leitet Broyles die Fringe Division, sie untersteht jedoch direkt dem Verteidigungsminister Walter. Entsprechend wirken sein Auftreten und das der gesamten Einheit deutlich militärischer. Im Gegensatz zum Rest seiner Einheit ist er über die vertauschte Olivia informiert und entdeckt als erster, dass nach ihrer Gehirnwäsche ihre Erinnerungen wiederkommen – da sie zeitgleich seine Familie, mit der er anders als „unser“ Broyles noch zusammenlebt, rettet, gerät er jedoch in einen Loyalitätskonflikt. Nachdem er Olivia dazu verhilft, in ihr eigenes Universum zurückzukehren, wird er getötet und dem Broyles aus dem regulären Universum präsentiert.
Paralleluniversum nach Zeitlinienveränderung
Hier lebt Broyles noch und leitet auch die Fringe Division weiter. Da die Umstände von Olivias Flucht, ohne Peters „Erscheinungen“, andere waren.

### Astrid Farnsworth
reguläres Universum vor Zeitlinienveränderung
hat beim FBI den Rang Federal Agent und assistiert Agent Dunham. Die meiste Zeit verbringt sie in Walters Labor an der Harvard University und hilft ihm bei seinen Experimenten. Obwohl der Doktor ihren Namen ständig vergisst und ihr dann aus der Not heraus ähnlich klingende Namen gibt (wie z. B. Asterix, Astro, Astral, Asteroid, Estrich, Aspirin oder Estragon) und sie auch schon einmal betäubt hat, hat sie dennoch Ehrfurcht vor seiner Leistung und ist zufrieden mit ihrer Position, da sie schließlich auch privat zu Walter ein gutes Verhältnis hat. Sie beherrscht Latein und kennt sich gut mit Computern und Verschlüsselungscodes aus.
Paralleluniversum vor Zeitlinienveränderung
Da sie hier nicht zur Betreuung von Walter benötigt wird, kann sie entsprechend ihrer Begabungen als Analystin eingesetzt werden, die häufig aus der Fringe-Zentrale über Funk an Einsätzen beteiligt ist. Sie ist Soldatin und außerdem ein wenig sarkastischer als ihr Gegenstück im anderen Universum.

### Lincoln Lee
reguläres Universum vor Zeitlinienveränderung
ist als Agent für das FBI tätig, hat aber als solcher keinen Kontakt zur Fringe Division, bis er Mitte der dritten Staffel zu einem Fall dazugerufen wird. Er wird daraufhin über die Tätigkeit der Division informiert und bietet an, auch in Zukunft als Hilfe bereitzustehen.
reguläres Universum nach Zeitlinienveränderung
stößt Anfang der vierten Staffel nach Tod seines Partners Robert Danzig zur Fringe Division. Er besitzt keine Erinnerung an seinen Einsatz vor der Zeitlinienveränderung.
Paralleluniversum vor Zeitlinienveränderung
ist im Paralleluniversum der Kollege von Olivia und Charlie. Sein verstorbener Vater war Rechtsanwalt und kannte „Walternativ“. Während eines Einsatzes erleidet Lincoln schwere Brandverletzungen, die jedoch nach einem langen Aufenthalt in einer Hochdruckkammer wieder vollständig verheilen. Lincoln hat nicht nur gute Führungsqualitäten, sondern besitzt auch ein wissenschaftliches Grundwissen. Nach dem Verschwinden von Agent Broyles wird er neuer Leiter der Fringe Division des Paralleluniversums. Auch gesteht er Bolivia letztendlich seine Liebe.
Paralleluniversum nach Zeitlinienveränderung
Da Broyles nicht bei Olivias Flucht verstorben ist, leitet er auch die Fringe Division nicht und arbeitet weiter als Agent. Bei einem Einsatz wird er erschossen.

### Nina Sharp
reguläres Universum vor Zeitlinienveränderung
ist COO der Firma Massive Dynamic, dem führenden Unternehmen in Wissenschaft und Forschung und ist schon seit längerem in dem „Schema“ eingeweiht. Außerdem stand sie William sehr nahe, der ihr auch zur Position in seiner Firma verhalf, da sie ihm früher half, die Investoren für Massive Dynamic zu überzeugen. Als Walter damals in das andere Universum wechselte, wollte Nina ihn aufhalten und streckte ihren rechten Arm nach ihm aus. Das Tor schloss sich aber und Nina verlor dadurch ihren Arm. Bell entwickelte ihr aber eine kybernetische Armprothese, mit der Nina weiterhin ein normales Leben führen kann. Olivia steht ihr anfangs sehr misstrauisch gegenüber, doch Nina kann letztendlich ihr Vertrauen gewinnen. Dennoch war anfangs manchmal nicht ganz klar, ob Nina dem FBI wirklich sämtliche ihr zur Verfügung stehenden Informationen mitteilte.
Im Jahr 2036 richtet sich die gealterte Nina durch einen Kopfschuss selbst, um Windmark nichts preiszugeben.

### Charlie Francis
reguläres Universum vor Zeitlinienveränderung
war einer von Olivias engsten Freunden beim FBI, der ihr bei den Befragungen und Ermittlungen half. Er und Olivia standen sich so nahe, dass er auch mal das Gesetz für sie brach und ihr grundsätzlich vertraute. Charlie war auch zugleich die rechte Hand von Broyles, stand jedoch wie Peter den Grenzwissenschaften sehr skeptisch gegenüber. Er wird in der ersten Folge der zweiten Staffel von einem Gestaltwandler getötet. Dieser nimmt als Charlie an den Ermittlungen des Teams teil, bis er von Olivia enttarnt und getötet wird. Charlie hinterlässt seine Frau Sonja, mit der er auch darüber nachdachte, ein Kind zu bekommen. In der elften Folge der zweiten Staffel taucht er erneut auf, da diese Folge zusammen mit der ersten Staffel produziert, aber erst im Laufe der zweiten Staffel ausgestrahlt wurde.
Paralleluniversum vor Zeitlinienveränderung
ist hier, wie auch im regulären Universum, ein wichtiges Mitglied der Fringe Division und ebenfalls ein guter Freund von Olivia, aber auch von Lincoln. Zudem besitzt er immer noch die „Spinnentierchen“, da „Walternativ“ diese nicht beseitigte. „Scarlie“ ist im Gegensatz zu „unserem“ Charlie nicht verheiratet.

### John Scott
reguläres Universum vor Zeitlinienveränderung
Agent John Scott war der heimliche Liebhaber von Olivia. Bei der Verfolgung eines Verdächtigen wird er mit einer Chemikalie infiziert, die beginnt, sein Gewebe zu zersetzen. Um ihn zu retten, macht Olivia Peter ausfindig und holt Walter aus der Psychiatrie. Tatsächlich kann Walter John retten, jedoch muss Olivia dann feststellen, dass John wahrscheinlich gegen das FBI arbeitet. Als sie ihn mit dem Auto verfolgt, rast er bei der Flucht versehentlich in eine Baustelle und stirbt noch am Unfallort. Später hat Olivia immer wieder Visionen von ihm, da sich seine Erinnerungen in Olivias Kopf festsetzen, als sie in Walters Labor Johns Erinnerungen „anzapft“. So findet Olivia heraus, dass John gar kein Verräter war, sondern eigene geheime Nachforschungen bezüglich des „Schemas“ anstellte. Johns Leiche befindet sich in einem Massive Dynamic-Labor, da die dortigen Wissenschaftler Informationen aus einem in Johns Hand implantierten Chip entnehmen.

## Nebenfiguren

### Die Beobachter
(engl. „observer“)
Sie sind nach der Aussage des Beobachters September eine Zukunftsmöglichkeit der Menschen. Aufgrund technologischen Fortschrittes sind sie in der Lage, durch die Zeit zu reisen. Die Beobachter sind die Wissenschaftler dieser Kultur; sie beobachten – oder überwachen – bestimmte Ereignisse, deren Auswirkungen für ein oder mehrere Ereignisse in der Zukunft wichtig zu sein scheinen. Dabei haben sie ebenfalls ein besonderes Augenmerk auf Walter und Peter. Ob die Beobachter in der Lage sind, auch zwischen den Universen zu reisen, ist offen; sie werden jedoch in beiden Universen gesichtet. Die Beobachter sind in der Regel blass, glatzköpfig und zeichnen sich durch einen schwach ausgeprägten Geschmackssinn aus, der sie dazu bringt, Speisen zu überwürzen. Die Beobachter haben teilweise eine fremdartige Technologie zur Verfügung, greifen aber auch auf Bleistift und Notizblock zurück. Die Beobachter beobachten nicht nur, sondern greifen auch ein, wenn sich die Dinge nicht so entwickeln, wie sie „sollen“ (einer Grundannahme der Physik folgend, die Werner Heisenberg formulierte: „Was man untersucht, verändert man“).
September kommt eine besondere Bedeutung zu: Ihm ist Walter verpflichtet, weil er seinerzeit, bei der Rückkehr von Walter und Peter aus dem Paralleluniversum, deren Leben gerettet hat, weshalb er offenbar auch Walters Vertrauen genießt.
Im Jahr 2015 übernehmen sie die Weltherrschaft und unterwerfen die Weltbevölkerung. Alle Abteilungen des Staatswesens stehen unter ihrer ständigen Beobachtung.
In der letzten Folge wird jedoch klar, dass die Beobachter nach dem Gelingen eines Plans von September und Walter niemals existiert haben.

### Dr. William Bell
reguläres Universum vor Zeitlinienveränderung
Er war der frühere Partner von Walter und Gründer von Massive Dynamic. Aufgrund häufiger Wechsel zwischen den Universen hat er körperliche Schäden erlitten und verbleibt im Paralleluniversum. Er ist erstmals im Finale der ersten Staffel zu sehen, wo er Olivia in seinem Büro im World Trade Center empfängt, das im Paralleluniversum nie zerstört wurde. Im Finale der zweiten Staffel opfert er sein Leben, um Walter, Peter und der vertauschten Olivia die Rückkehr ins reguläre Universum zu ermöglichen. Jedoch kann er wieder mit Walter Kontakt aufnehmen, da er Olivia beim ersten Treffen einen sogenannten „Seelenmagneten“ injiziert hat. So kann seine Seele für ein paar Tage in Olivia leben.
Paralleluniversum vor Zeitlinienveränderung
Der William des Paralleluniversums verstarb jung bei einem Autounfall.
reguläres Universum nach Zeitlinienveränderung
Er erkrankte an Krebs und starb angeblich an einem Autounfall. Jedoch lebt dieser noch und verlangsamt den Krebs, in dem er sich Cortexiphan spritzt. Am Ende der vierten Staffel treffen er und das Fringe-Team aufeinander. Er ist der Chef von David Robert Jones und verfolgt dieselben Pläne wie er, die Zerstörung beider Universen zur Erschaffung eines neuen.

### Die Gestaltwandler
(engl. „shapeshifter“)
Gestaltwandler sind Maschinen, die von William Bell entworfen wurden. Sie können durch eine spezielle Technologie das Aussehen der von ihnen ermordeten Menschen annehmen. Es kommen mehrere dieser Gestaltwandler in der Serie vor. Man kann sie zunächst an ihrem Blut aus Quecksilber erkennen und sie nur durch einen Kopfschuss töten. In einer Folge sieht man, wie sie geboren werden. Einer der Gestaltwandler hat die Aufgabe, Olivia zu töten. Nachdem ihm dies in der Gestalt verschiedener Menschen (unter anderem einer Krankenschwester) nicht gelingt, tötet er zu Anfang der zweiten Staffel Charlie und nimmt dessen Gestalt an. Auf diese Weise kommt er problemlos in Olivias Nähe. Jedoch misslingt der Anschlag, der Gestaltwandler wird enttarnt und schließlich getötet.
In der vierten Staffel tauchen neue Gestaltwandler auf, deren Körper aus organischen und mechanischen Teilen bestehen (Mensch-Maschine-Hybrid). Ihr Befehlshaber scheint Dr. David Robert Jones zu sein.

### Dr. David Robert Jones
ist mit dem Fachgebiet der Biotechnologie, dem Entwickeln von biotechnischen Waffen, bestens vertraut.
Reguläres Universum vor Zeitlinienveränderung
Olivia lernt ihn kennen, als sie ihn im Hochsicherheitsgefängnis in Frankfurt besucht, um von ihm wichtige Informationen zu erhalten. Er lässt sich von seinen Leuten aus dem Gefängnis teleportieren, wodurch sich jedoch sein Gesundheitszustand stark verschlechtert. Da er früher Wissenschaftler bei Massive Dynamic war und seine Entlassung nie richtig verkraften konnte, will er ins Paralleluniversum wechseln, um sich dort an William Bell zu rächen. Als er das Portal öffnet und es durchschreitet, wird es von Peter Bishop wieder geschlossen. Jones wird dadurch auf grauenvolle Weise in zwei Teile gerissen und stirbt.
Reguläres Universum nach Zeitlinienveränderung
Im Laufe der vierten Staffel taucht Jones erneut auf, da Peter nicht existierte und ihn deshalb nicht getötet hat. Es stellt sich heraus, dass er für die neue Art von Gestaltwandlern (Mensch-Maschine-Hybrid) verantwortlich ist. Nun wird auch deutlich, dass er mit Nina Sharp und Philip Broyles des Paralleluniversums unter einer Decke steckt. Im Gegenzug erhält Broyles ein Medikament, das seinen kranken Sohn Christopher am Leben hält. Nina Sharp und Phillip Broyles müssen schließlich ins Gefängnis. Jones versucht außerdem, beide Universen zu zerstören, um ein eigenes Universum zu erschaffen. Der Anführer Jones’ ist William Bell, auf den das Fringe-Team am Ende der vierten Staffel trifft. In der vorletzten Folge der vierten Staffel stirbt er erneut.

### Thomas Jerome Newton
wird von den Gestaltwandlern in unserem Universum gefunden. Er arbeitet für „Walternativ“ und befehligt hier die Gestaltwandler. Newton kennt sich außerdem mit Gehirn-Chirurgie aus und stellt auch sein Können unter Beweis. Nachdem er eine Zeit lang „Bolivia“ in unserem Universum unterstützt hat, wird er vom FBI gefasst und begeht im Gefängnis Selbstmord.

### Rachel Dunham
reguläres Universum vor Zeitlinienveränderung
ist die Schwester von Olivia und die Mutter von Ella. Nach der Trennung von ihrem Mann zieht sie mit Ella in Olivias Wohnung ein. Ihre Schwester hilft ihr, die Scheidung durchzustehen. Olivia hat an ihr angeblich schon immer beneidet, dass Rachel gleichzeitig etwas mit zwei Männern anfangen konnte. Rachel macht sich zunehmend Sorgen um Olivia, da sie glaubt, dass der Job beim FBI für sie zu hart ist. Rachel freundet sich in der ersten Staffel mit Peter Bishop an.
reguläres Universum nach Zeitlinienveränderung
lebt noch mit ihrem Mann zusammen und zieht mit ihm die Kinder Ella und Eddie groß.
Paralleluniversum vor Zeitlinienveränderung
Die Rachel aus dem Paralleluniversum verstarb, als sie ihre Tochter zur Welt brachte.

### Ella Dunham
reguläres Universum vor Zeitlinienveränderung
ist die Tochter von Rachel und die kleine Nichte von Olivia. Sie wohnt mit ihrer Mutter und ihrer Tante zusammen in einer Wohnung und hat auch ein gutes Verhältnis zu Peter, Walter und Astrid. Ihr Vater hat vergeblich versucht, für sie das Sorgerecht anzufechten.
reguläres Universum nach Zeitlinienveränderung
lebt mit ihrem Bruder Eddie bei ihrer Mutter und ihrem Vater.
Paralleluniversum vor Zeitlinienveränderung
Die Ella aus dem Paralleluniversum verstarb schon bei ihrer Geburt.

### Henrietta „Etta“ Bishop
reguläres Universum nach Zeitlinienveränderung
ist die Tochter von Peter und Olivia. Sie wurde mit der Machtübernahme der Beobachter im Jahr 2015 von ihnen entführt. Ihre Eltern hat sie seitdem nicht wieder gesehen. Im Jahr 2036 arbeitet sie mit ihrem Kollegen Simon Foster als Fringe Agent. Die beiden machen sich auf den Weg, um das alte Fringe-Team aus dem Bernstein zu befreien. Denn diese sind in der Lage, die Beobachter mit Hilfe einer Maschine zu besiegen. Dort trifft sie das erste Mal nach langer Zeit wieder auf ihre Eltern. In Episode 4 der fünften Staffel wird sie von Captain Windmark erschossen.

### Sam Weiss
ist ein hochintelligenter Bowlingbahnbesitzer, der im Auftrag von Nina Olivia helfen soll, sich nach einem Autounfall wieder zu regenerieren. Er half Nina schon früher, mit ihrer Armprothese zurechtzukommen, doch Olivia kann sich mit seinen Behandlungsmethoden nicht anfreunden. Sie erholt sich dennoch. Später stellt sich heraus, dass er das Buch „Die ersten Menschen“ geschrieben hat. Ebenso wird bekannt, dass seine Familie seit vielen Generationen ein beträchtliches Wissen über die Maschine und die beiden Universen gesammelt hat.

### Mitchell Loeb
ist ein Doppelagent, der für ZFT arbeitet. Er entführt Olivia, der jedoch die Flucht gelingt. Nachdem Olivia seine Frau Samantha erschossen hat, gelingt es dem FBI, ihn zu fassen.

### Sanford Harris
ist ein ehemaliger Freund von Broyles, der bei der Dienstaufsicht arbeitet und sich an Olivia rächen will, da sie ihn wegen sexueller Übergriffe an drei Frauen vor Gericht brachte. Er versucht, mit allen Mitteln die Arbeit der Fringe-Division zu behindern. Auch er arbeitet für ZFT. Sanford stirbt, als eine Pyrokinetikerin ihn in Flammen aufgehen lässt.

### Brandon Fayette
ist ein etwas kindisch wirkender, aber führender Massive Dynamic-Wissenschaftler. Seine Paralleluniversum-Version arbeitet für „Walternativ“ und ist sehr skrupellos. Dort ist er leitender Wissenschaftler des Verteidigungsministeriums und so maßgeblich daran beteiligt, Mittel und Wege zu finden, den Krieg zwischen den Universen zu gewinnen. Nach der Veränderung der Zeitlinie wird er durch einen Gestaltenwandler von Dr. David Robert Jones ersetzt. Dieser wird jedoch von „Walternativ“ getötet.

### Frank Stanton
ist Epidemiologe und im Paralleluniversum „Bolivias“ Lebensgefährte. Er trennt sich von ihr, als er erfährt, dass sie von Peter schwanger ist.

### Dezember
ist ein Beobachter, der eng mit September im Kontakt steht und ebenfalls die Fringe-Division beobachtet.

### Gene
ist eine Kuh in Walters Labor. Walter bestand darauf, eine Kuh zu bekommen, da sich Kühe nur in wenigen genetischen Merkmalen vom Menschen unterscheiden und man sie daher perfekt als Versuchstiere benutzen kann. Gene wird aber liebevoll von Walter und zuweilen auch von Astrid gepflegt.

### September (Donald)
September ist der Beobachter, welcher Peter Bishop 1985 das Leben rettete. In der neuen Zeitlinie wurde diese eine Handlung Septembers entfernt, was zu Komplikationen führt. September wird in seiner menschlichen Gestalt Donald genannt und hat einen Sohn names Michael. September/Donald entwickelte den Plan, die Beobachter von der Erde zu vertreiben.
Am Ende der Serie stirbt September/Donald im Kampf gegen die Beobachter.

### Michael
ist der Sohn von September/Donald. Bereits in der ersten Staffel ist Michael (welcher dort noch keinen Namen hat) zu sehen. Dort nimmt er jedoch keinen Platz in der weiterführenden Handlung an. In der finalen Staffel rettet Michael die Welt vor den Beobachtern.

### Captain Windmark
tritt als Führer der Beobachter auf, die im Jahr 2036 über die Welt herrschen. In der fünften Staffel tötet er Etta.